# Abadía de Schäftlarn
La abadía de Schäftlarn (Kloster Schäftlarn) es un monasterio benedictino en el Isar en Schäftlarn, al sur de Munich en Baviera, Alemania.

## Historia

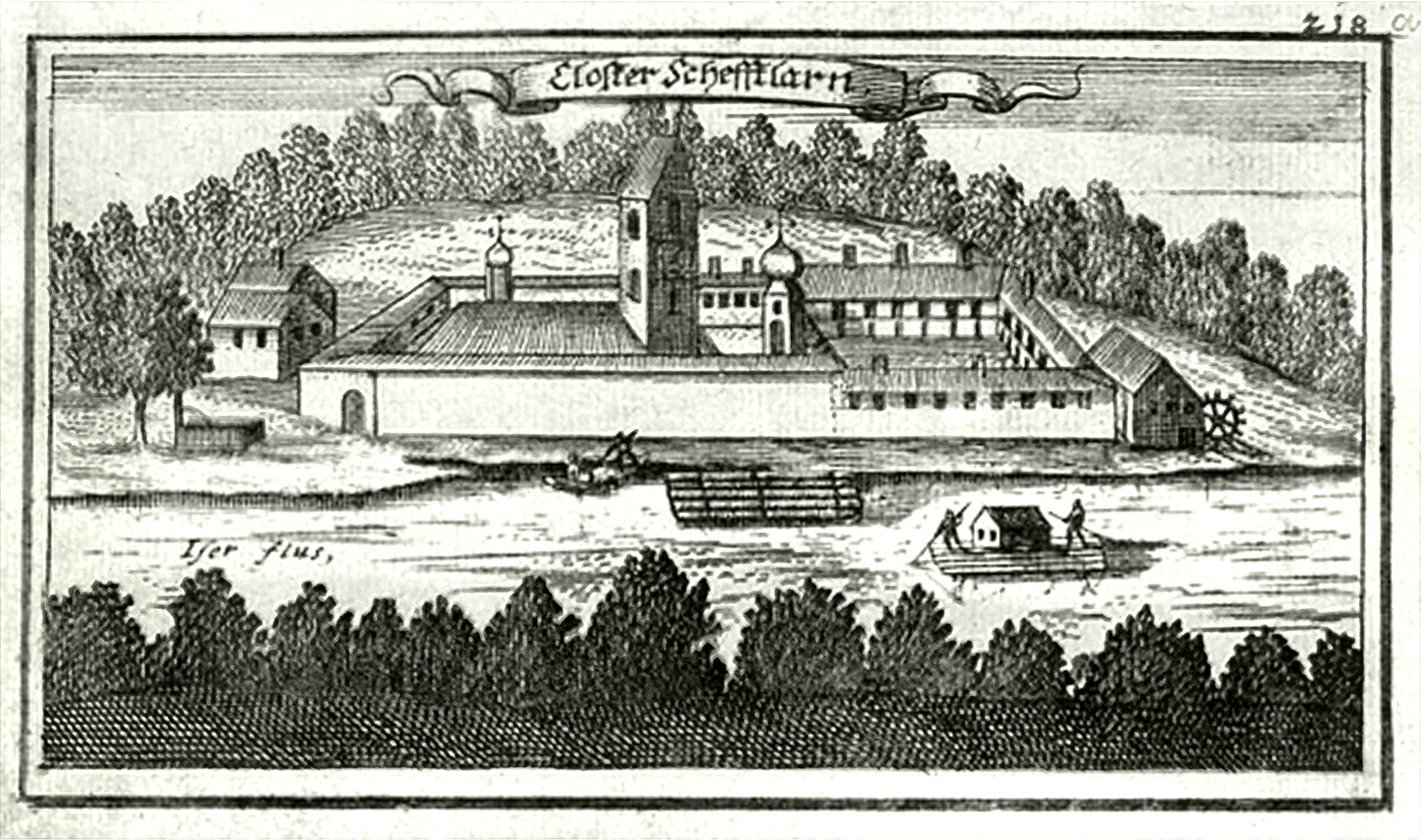
Grabado de la abadía del Atlas Churbaierische de Anton Wilhelm Ertl, 1690

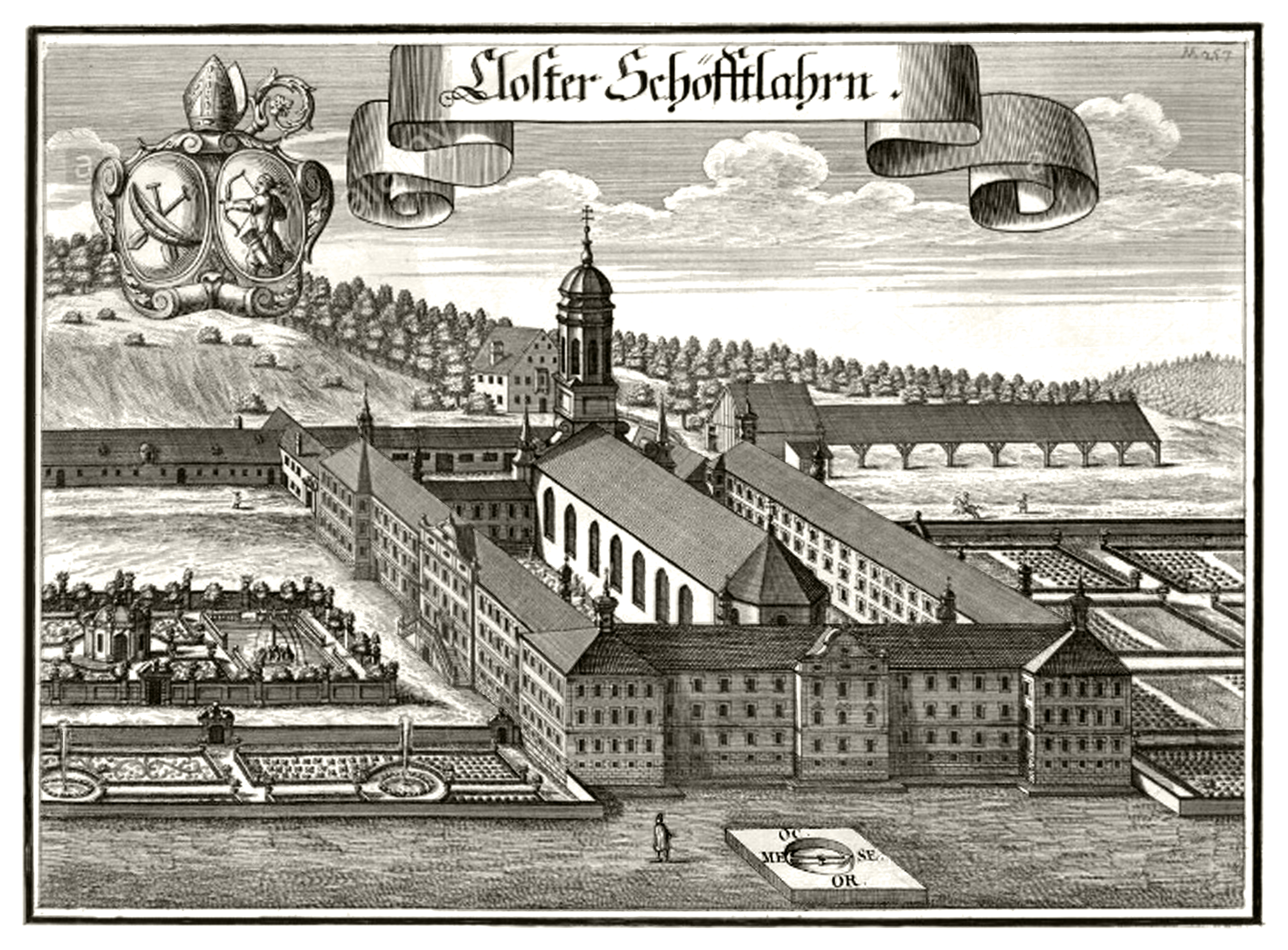
Abadía de Schäftlarn, 1701

El monasterio fue fundado en el año 762 por Waltrich, un monje benedictino de familia noble, en su propia tierra. Durante los dos siglos siguientes, el monasterio creció como resultado de diversos donaciones y legados (entre ellos, los barrios de Schwabing y Hesselohe).
Desde 1140 hasta su disolución durante la secularización de Baviera en 1803, Schäftlarn perteneció a la Orden Premonstratense.
En 1866, el rey Ludwig I de Baviera devolvió la posesión a los benedictinos, quienes establecieron aquí una escuela secundaria ("Gymnasium").
La abadía es miembro de la Congregación Bávara de la Confederación Benedictina.

## Residencia escolar
La escuela fue cerrada por los nacionalsocialistas entre 1941 y 1945 . Inmediatamente después de la guerra, la escuela, que es privada, fue reabierta como un "Progymnasium". Los exámenes Abitur no se llevaron a cabo en Schäftlarn hasta 1973. En 2005, la escuela tenía aproximadamente 420 alumnos, tanto alumnos de día (niños y niñas) como internos (solo varones).

## Edificios

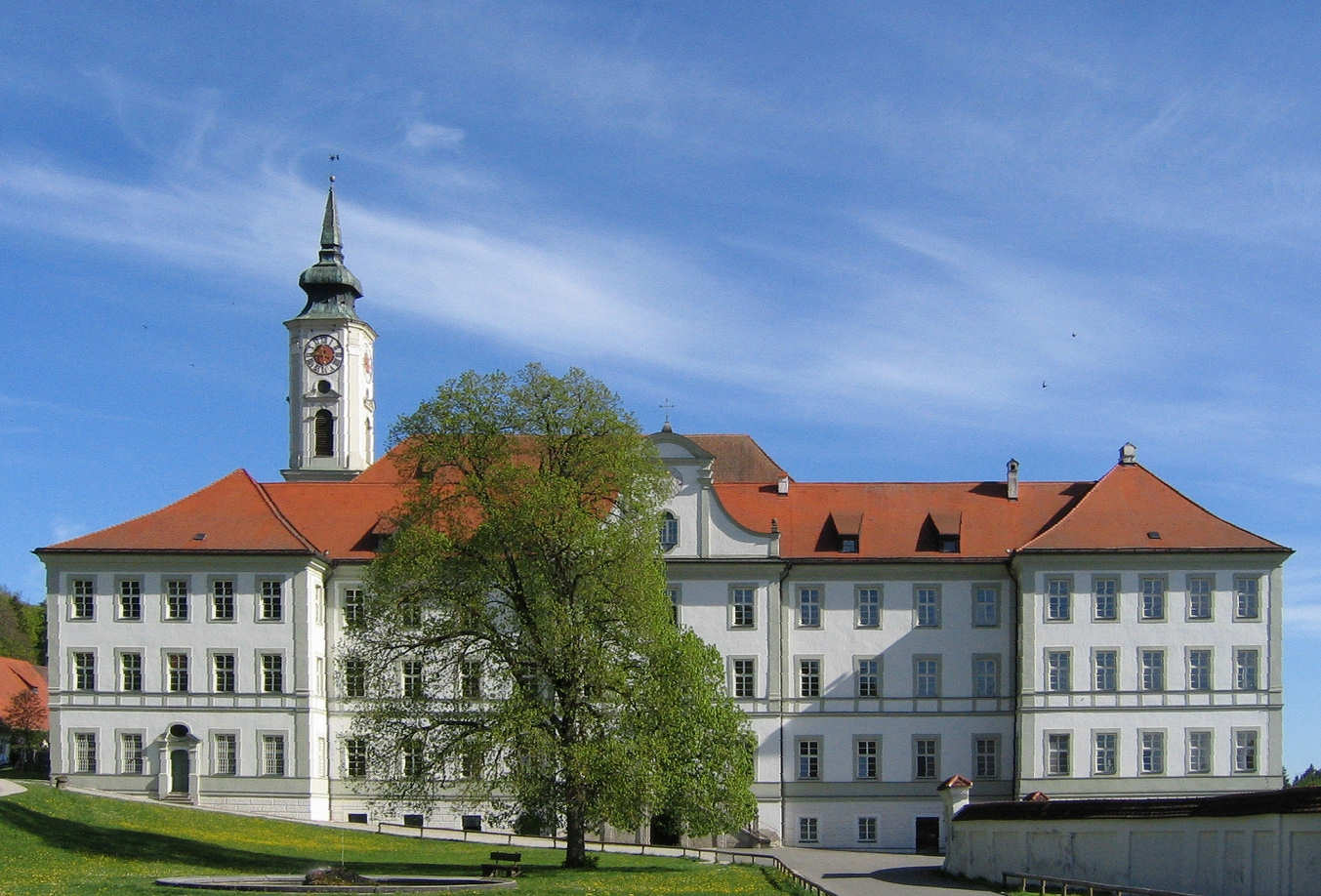
Vista de la abadía de Schäftlarn con el río Isar en Strasslach

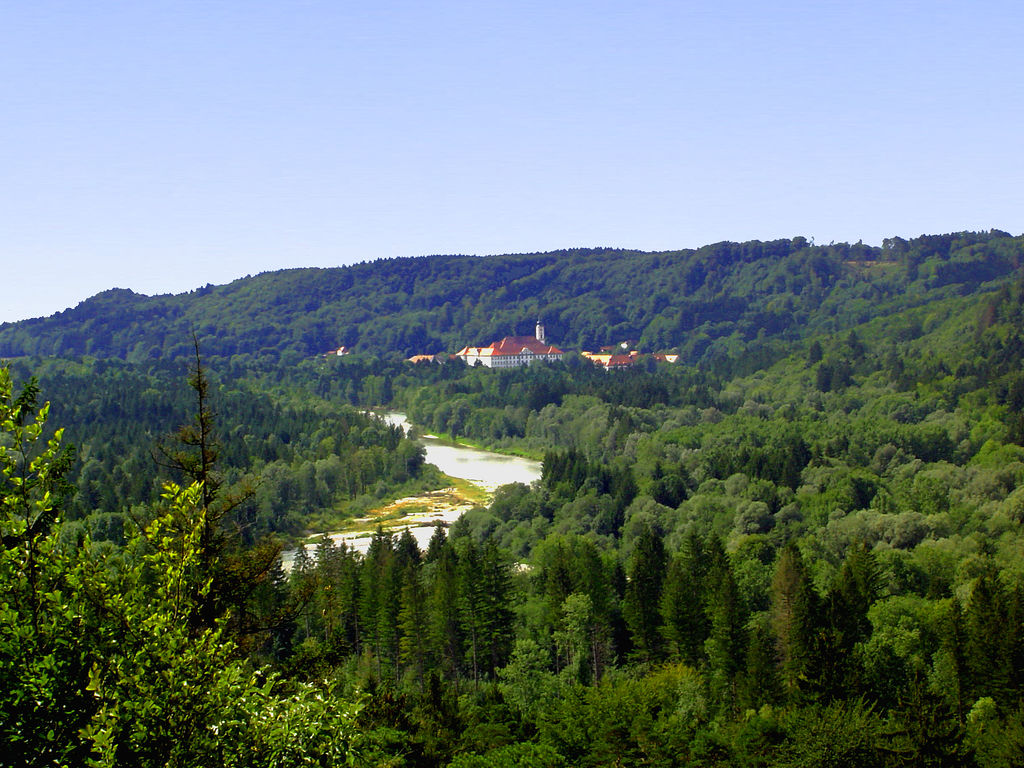
Vista de la abadía de Schäftlarn con el río Isar en Strasslach

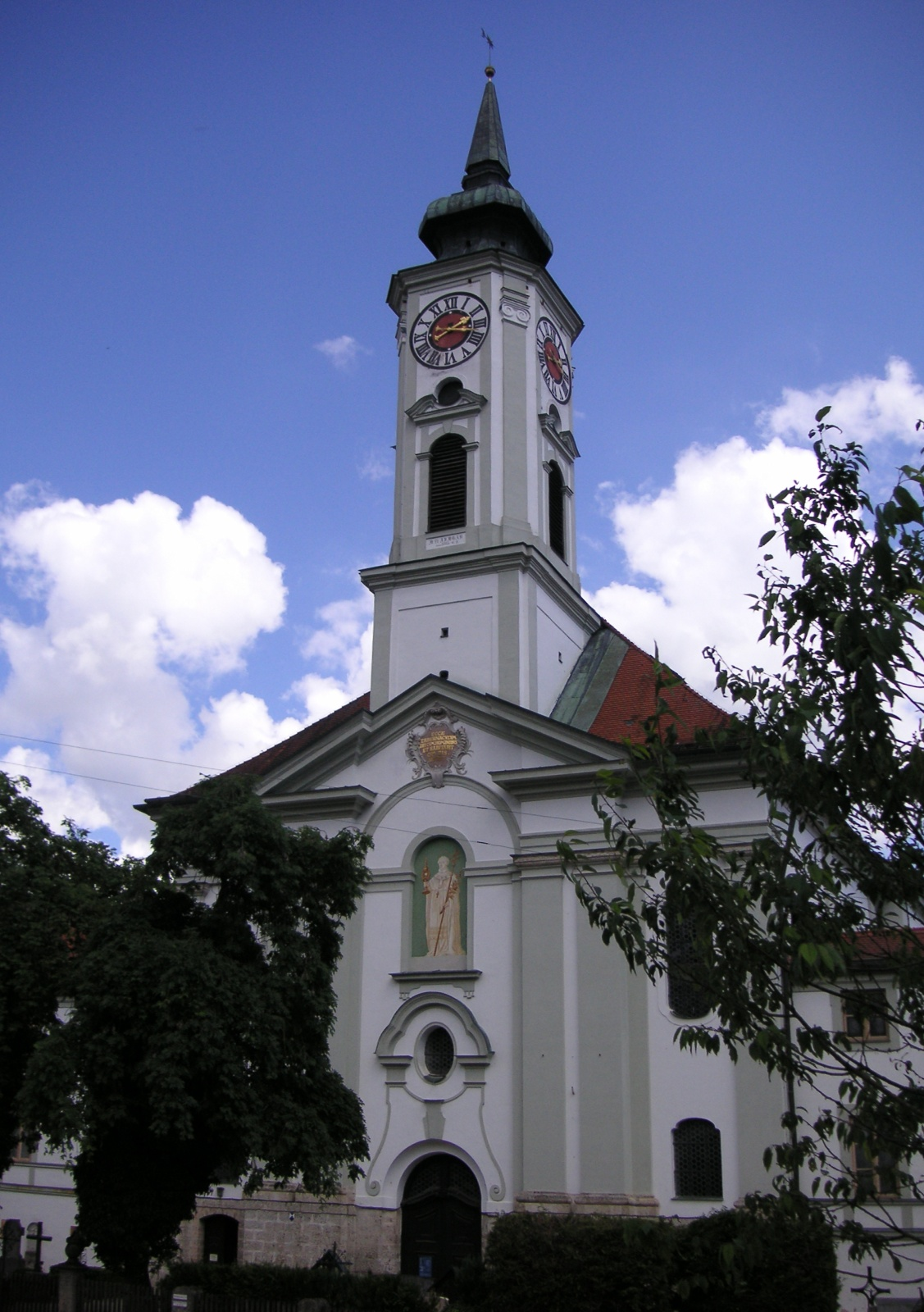
La abadía de Schäftlarn

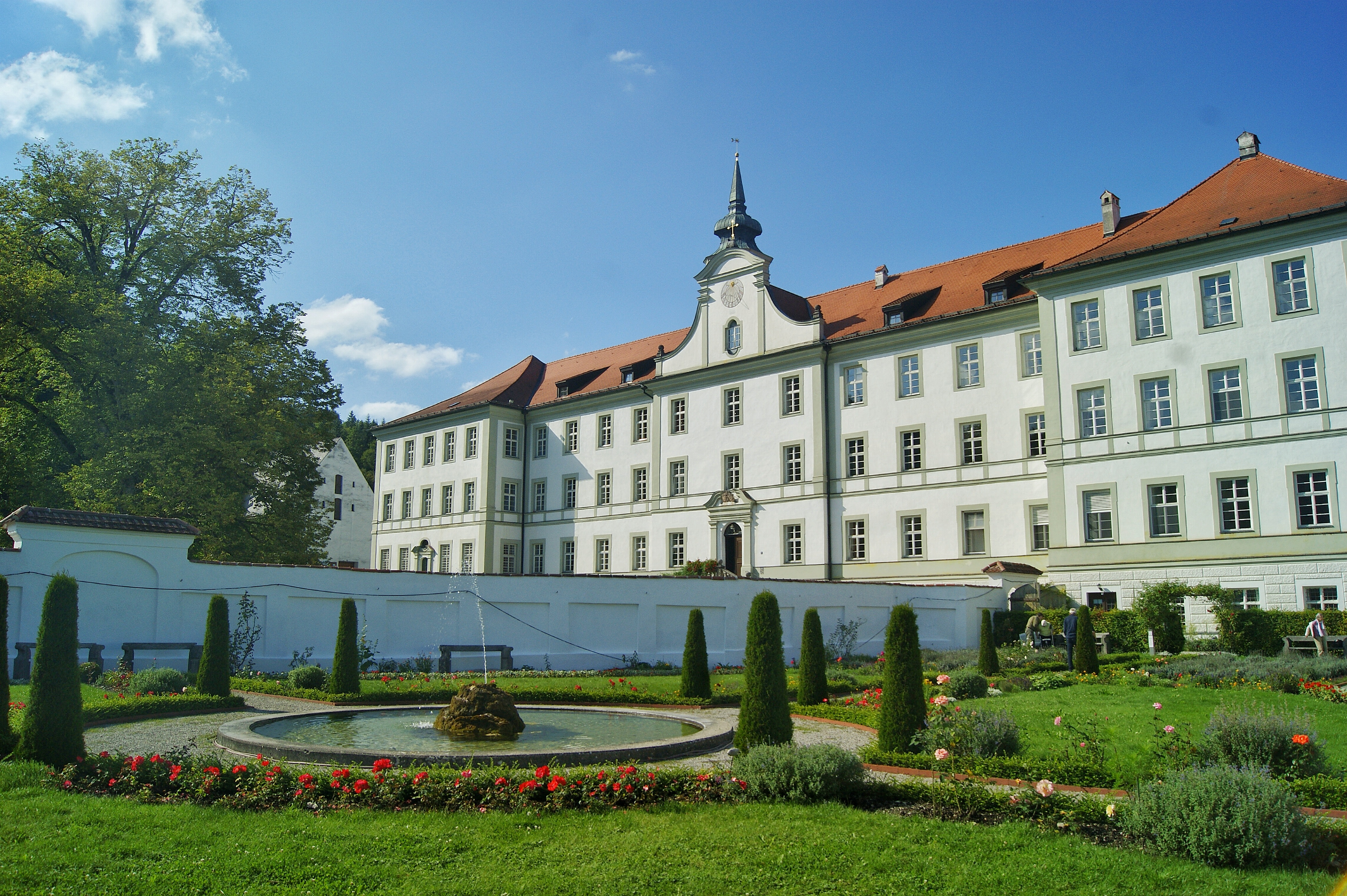
La abadía desde el jardín del prelado (2021)

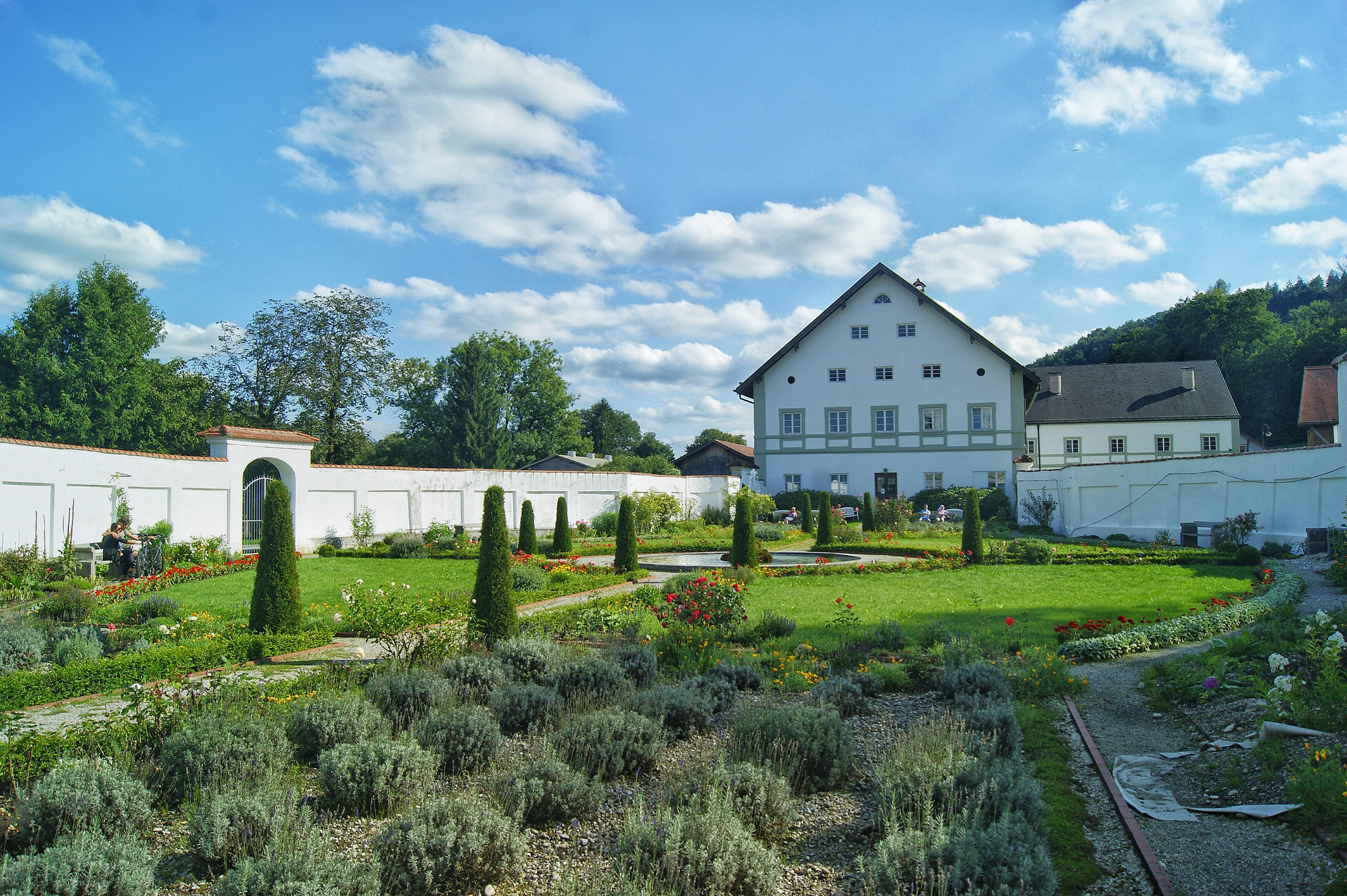
El jardín del prelado (2021)

## Arquitectura
Los actuales edificios de la abadía fueron construidos en 1707 según planos de Giovanni Antonio Viscardi. La iglesia de Saint Denis, construida como la iglesia de la abadía, es un hermoso ejemplo del estilo arquitectónico rococó. Comenzó como un edificio nuevo de 1733 a 1740 bajo Francois de Cuvilliés el Viejo, y fue terminada durante el período de 1751 a 1760 por Johann Georg Gunetzrhainer y Johann Michael Fischer. Desde 1754 hasta 1756, la iglesia fue pintada y decorada con estuco por Johann Baptist Zimmermann. De 1756 a 1764, Johann Baptist Straub trabajó en los altares y el coro. También hay un jardín formal en la abadía, el "Jardín del Prelado", recientemente restaurado.